# Emmerson Mnangagwa

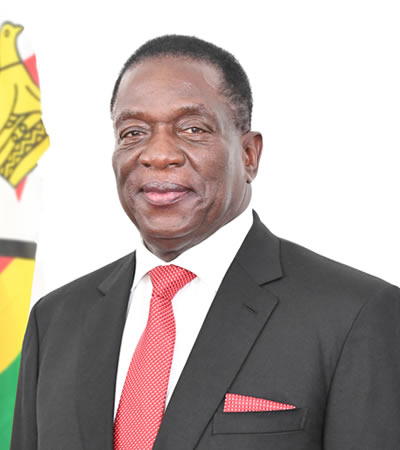
Emmerson Mnangagwa (2017)

Emmerson Dambudzo Mnangagwa [mnaˈᵑɡaɡwa] (* 15. September 1942 oder 1946 in Shabani, Südrhodesien) ist ein simbabwischer Politiker (ZANU-PF). Seit dem 24. November 2017 ist er Präsident von Simbabwe, nachdem der langjährige Präsident und Diktator Robert Mugabe, an dessen Seite er über Jahrzehnte stand, indirekt durch ihn gestürzt wurde.
Er kämpfte ab den 1960er Jahren gegen die Minderheitsregierung unter Ian Smith und war von 1980 bis 2013 unter Mugabe Minister in unterschiedlichen Ressorts. Von 2014 bis Anfang November 2017 war er Vizepräsident (offiziell: First Vice-President, „Erster Vizepräsident“) seines Landes.
Seit dem 19. November 2017 ist Mnangagwa als Nachfolger Mugabes Vorsitzender der Regierungspartei ZANU-PF. Bei der Präsidentschaftswahl 2018 trat er als Spitzenkandidat von ZANU-PF an und setzte sich bereits im ersten Wahlgang durch. Bei der Präsidentschaftswahl 2023 wurde er erneut gewählt.

## Leben

### Bis zur Unabhängigkeit Simbabwes
Mnangagwas Eltern waren Mhurai und Mafidhi Mnangagwa. Über das Jahr seiner Geburt werden unterschiedliche Angaben gemacht. Zum einen wird der 15. September im Jahr 1942, zum anderen im Jahr 1946 genannt. Sein Großvater war ein traditioneller Anführer, sein Vater Mafidhi hatte gegen koloniale Gesetze gekämpft, die eine Benachteiligung von Schwarzen vorsahen. Mit seinen Eltern zog er als Kind nach Nordrhodesien (heute Sambia), wo er längere Zeit lebte. Mnangagwa war schon früh im politischen Widerstand gegen die britische Kolonialherrschaft in Nord- und Südrhodesien und später gegen die ab 1963 amtierende Minderheitsregierung unter Ian Smith aktiv. Er begann eine Ausbildung am Hodgson Technical College. Mnangagwa war Mitglied der antikolonialen United National Independence Party (UNIP) und musste daher 1960 das College verlassen. 1962 zog er nach Südrhodesien und trat der Zimbabwe African People’s Union (ZAPU) bei, die er 1963 wieder verließ, um sich der Zimbabwe African National Union (ZANU) anzuschließen, der auch der spätere simbabwische Präsident Robert Mugabe angehörte. Unter anderem absolvierte Mnangagwa eine militärische Ausbildung in Ägypten. Er wurde inhaftiert und kam auf Initiative Mugabes frei. Er gelangte in das damalige Tanganjika in ein Lager der FRELIMO in Bagamoyo. An der Universität Peking wurde er bis Mai 1964 erneut politisch und militärisch geschult. Anschließend war er in Rhodesien als Kämpfer im Guerillakrieg aktiv. In dieser Zeit erwarb er den Spitznamen Garwe bzw. Ngwena (beides bedeutet „Krokodil“). Er wurde 1965 in Highfield – heute ein Stadtteil von Harare – festgenommen und wegen Verstoßes gegen den Law and Order Maintenance Act – er gab zu, eine Lokomotive gesprengt zu haben – anfangs zum Tode, später zu zehn Jahren Haft verurteilt. Zeitweise teilte er sich mit Mugabe eine Zelle. Während der Haftzeit holte er seinen Schulabschluss nach, absolvierte ein Fernstudium und erwarb 1972 einen Bachelor of Laws der University of London. 1973 studierte er an der University of Zambia in Lusaka erneut Rechtswissenschaften, wo er 1975 einen weiteren LL.B.-Abschluss erwarb und anschließend in Sambia als Jurist praktizierte. Im Jahr 1977 wurde er auf dem ZANU-Parteitag zum persönlichen Assistenten Mugabes gewählt. 1979 nahm er in dieser Funktion an den Gesprächen zum Lancaster-House-Abkommen über die Zukunft des damaligen Rhodesiens teil.

### 1980 bis zur Präsidentschaftswahl 2018
Nach der Unabhängigkeit war Mnangagwa unter Robert Mugabe Staatssicherheitsminister (1980–1988) und damit für den Geheimdienst verantwortlich. Er gehörte zu den Urhebern der Gukurahundi-Operation, bei der nach 1980 rund 20.000 Oppositionelle, meist Ndebele, getötet worden sein sollen. Er war Justizminister (1988 bis 2000 und 2013 bis 2017), Minister für ländlichen Wohnungsbau und soziale Verbesserungen (2005 bis 2009) und Verteidigungsminister (2009 bis 2013). Während des Zweiten Kongokrieges ab 1998 gehörte er zur Leitung des Unternehmens Osleg (kurz für Operation Sovereign Legitimacy), das in der kongolesischen Provinz Kasaï Diamantenminen ausbeuten durfte. 2002 empfahl eine Untersuchungskommission der Vereinten Nationen Sanktionen gegen Mnangagwa. Bereits bei der Parlamentswahl 2000 hatte er den Wahlkreis Kwekwe Central gegen den Kandidaten der Oppositionspartei Movement for Democratic Change verloren; er wurde jedoch von Mugabe als Abgeordneter ernannt und zum Speaker des House of Assembly gewählt. 2008 war er für den Ablauf der Präsidentschaftswahl verantwortlich, die Mugabe in der ersten Runde verlor. Nachdem der Gegenkandidat Morgan Tsvangirai bedroht und drangsaliert worden war, gab dieser auf, und Mugabe wurde erneut gewählt. 2014 wurde Mnangagwa anstelle der entlassenen Joice Mujuru Vizepräsident Simbabwes.
Er galt neben Grace Mugabe als möglicher Nachfolger im Präsidentenamt, ehe er sich Anfang Oktober 2017 mit ihr überwarf. Am 10. Oktober wurde er vom Justizministerium ins Tourismusministerium als Minister versetzt. Schließlich wurde er am 6. November wegen Landesverrats entlassen und floh nach Südafrika oder China. Das simbabwische Militär favorisierte ihn jedoch als Nachfolger. Am 15. November 2017 kam es zum Militärputsch. Am 19. November wurde er zum Nachfolger des zuvor abgesetzten Robert Mugabe an der Spitze der Regierungspartei bestimmt. Am 22. November kehrte er aus Südafrika kommend nach Harare zurück. Am selben Abend versprach er seinen Anhängern neue Arbeitsplätze in einer „neuen Demokratie“. Er gab an, bis zum regulären Wahltermin im September 2018 als Präsident amtieren zu wollen.
Am 24. November 2017 wurde Mnangagwa als Präsident vereidigt. In seiner ersten Rede als Staatsoberhaupt warb er um ausländische Investitionen und versprach eine Bekämpfung der Korruption. Außerdem stellte er einen finanziellen Ausgleich für die Anfang der 2000er Jahre enteigneten weißen Farmer in Aussicht. Die Simbabwer forderte er auf, „wieder an die Arbeit zu gehen“.
Im Juni 2018 überlebte Emmerson Mnangagwa einen Anschlag in Bulawayo unverletzt, als nach einer Wahlkampfrede eine Handgranate in seiner Nähe explodierte. 47 Menschen, darunter Vizepräsident Kembo Mohadi und die ZANU-PF-Chairwoman Oppah Muchinguri-Kashiri, wurden verletzt, zwei Menschen starben.
Bei der Präsidentenwahl im Juli 2018 trat er als Spitzenkandidat von ZANU-PF an und setzte sich bereits im ersten Wahlgang mit 50,8 % der abgegebenen Stimmen durch. Sein aussichtsreichster Gegner, Oppositionsführer Nelson Chamisa, erhielt nur 44,3 % der Stimmen.

## Präsidentschaft seit 2018
Im Januar 2019 beendete die Polizei mittels Schusswaffengebrauch Demonstrationen gegen eine Verdopplung der Benzinpreise, welche durch Mnangagwa angeordnet worden waren. Bei der Präsidentenwahl im August 2023 wurde er wiedergewählt.

## Privates
Mnangagwa ist Shona und gehört der Gruppe der Karanga an. Er ist in dritter Ehe mit Auxilia Mnangagwa verheiratet, die ebenfalls ZANU-PF-Abgeordnete in der Nationalversammlung Simbabwes war. Das Paar hat drei Kinder. Mnangagwa hat weitere sechs Kinder aus den vorangegangenen Ehen. Er soll zu den reichsten Simbabwern gehören.